# Motor Lublin (piłka nożna) w sezonie 1994/1995
Sezon 1994/1995 był dla Motoru Lublin 18. sezonem na drugim szczeblu ligowym. W trzydziestu czterech rozegranych spotkaniach, Motor zdobył 38 punktów i zajął 5. miejsce w tabeli. 

## Przebieg sezonu
Piłkarze Motoru do treningów powrócili 4 lipca 1994. Pierwszy mecz kontrolny przed rozpoczęciem nowego sezonu Motor rozegrał 9 lipca na stadionie przy Kresowej, gdzie przegrali z Hetmanem Zamość 1:2. Potem sparowali między innymi z Pogonią Siedlce (4:1) i Górnikiem Łęczna (1:3). Zespół zasilili Dariusz Brytan (poprz. Stal Stalowa Wola) i Paweł Holc (poprz. Lublinianka). Z klubu odeszli między innymi Mieczysław Pisz i Janusz Dec. W sierpniu z funkcji trenera pierwszego zespołu zrezygnował Janusz Gałek. Zastąpił go duet Zbigniew Bartnik - Roman Dębiński. Rundę jesienną Motor zakończył na 13. miejscu.
W przerwie zimowej Motor rozegrał mecze sparingowe między innymi ze Stalą Mielec (1:0), Gwardią Warszawa, Stalą Kraśnik i Stalą Stalowa Wola (2:0). Z Motoru odszedł Paweł Holc. 11 kwietnia Zbigniew Bartnik został trenerem Hetmana Zamość.

## Mecze ligowe w sezonie 1994/1995
| Data                 | Przeciwnik            | D/W | Miejsce                         | Wynik M/P | Strzelcy                                                 | Widzów | Źródło |
| -------------------- | --------------------- | --- | ------------------------------- | --------- | -------------------------------------------------------- | ------ | ------ |
|                      |                       |     |                                 |           |                                                          |        |        |
| RUNDA JESIENNA       |                       |     |                                 |           |                                                          |        |        |
|                      |                       |     |                                 |           |                                                          |        |        |
| 30 lipca 1994        | Avia Świdnik          | W   | Świdnik                         | 1:2       | Dąbrowski 76'                                            | 1500   | [ 14 ] |
| 6 sierpnia 1994      | Hetman Zamość         | D   | Stadion przy al. Zygmuntowskich | 2:1       | Adamczyk 2', 33'                                         | 1000   | [ 15 ] |
| 14 sierpnia 1994     | Hutnik Warszawa       | W   | Warszawa                        | 1:0       | Adamczyk ?'                                              |        |        |
| 20 sierpnia 1994     | Pomezania Malbork     | W   | Malbork                         | 1:2       | Prokop ?'                                                |        |        |
| 27 sierpnia 1994     | Karpaty Krosno        | D   | Stadion przy al. Zygmuntowskich | 4:0       | Adamczyk 5', Dąbrowski 29', Holc 68', Szwed 83'          | 1000   | [ 16 ] |
| 4 września 1994      | Błękitni Kielce       | W   | Kielce                          | 2:1       | Adamczyk 29', Prokop 87'                                 | 800    | [ 17 ] |
| 10 września 1994     | FC Piaseczno          | D   | Stadion przy al. Zygmuntowskich | 1:2       | Murza 68' (sam)                                          | 1000   | [ 18 ] |
| 17 września 1994     | Wisłoka Dębica        | W   | Dębica                          | 0:1       |                                                          |        |        |
| 24 września 1994     | Okocimski Brzesko     | D   | Stadion przy al. Zygmuntowskich | 0:0       |                                                          | 800    | [ 19 ] |
| 1 października 1994  | Jagiellonia Białystok | W   | Białystok                       | 1:2       | Holc 74'                                                 | 400    | [ 20 ] |
| 9 października 1994  | Polonia Warszawa      | D   | Stadion przy al. Zygmuntowskich | 0:0       |                                                          | 300    | [ 21 ] |
| 16 października 1994 | Lublinianka           | W   | Stadion Lublinianki             | 1:1       | Czupryn 82' (sam)                                        | 6000   | [ 22 ] |
| 22 października 1994 | Szombierki Bytom      | D   | Stadion przy al. Zygmuntowskich | 1:1       | Jasina 58'                                               | 200    | [ 23 ] |
| 30 października 1994 | Unia Tarnów           | W   | Stadion Unii                    | 1:2       | Jasina ?'                                                |        |        |
| 6 listopada 1994     | Siarka Tanobrzeg      | D   | Stadion przy al. Zygmuntowskich | 0:1       |                                                          | 300    | [ 24 ] |
| 13 listopada 1994    | Radomiak Radom        | W   | Stadion Radomiaka               | 3:0       | Mozoluk 36', Dąbrowski 75', Adamczyk 79' (k)             | 1500   | [ 25 ] |
| 20 listopada 1994    | GKS Bełchatów         | D   | Stadion przy al. Zygmuntowskich | 0:0       |                                                          | 400    | [ 9 ]  |
|                      |                       |     |                                 |           |                                                          |        |        |
| RUNDA WIOSENNA       |                       |     |                                 |           |                                                          |        |        |
|                      |                       |     |                                 |           |                                                          |        |        |
| 5 marca 1995         | Avia Świdnik          | D   | Stadion przy al. Zygmuntowskich | 3:0       | Prokop 51', Mozoluk 55', 66'                             | 2500   | [ 26 ] |
| 12 marca 1995        | Hetman Zamość         | W   | Stadion Hetmana                 | 1:1       | Dąbrowski 62'                                            | 6000   | [ 27 ] |
| 18 marca 1995        | Hutnik Warszawa       | D   | Stadion przy al. Zygmuntowskich | 1:0       | Jasina 8'                                                | 1500   | [ 28 ] |
| 26 marca 1995        | Pomezania Malbork     | D   | Stadion przy al. Zygmuntowskich | 4:0       | Szwed 33' (k), Zych 36', Tobolski 61' (sam), Mozoluk 66' | 1500   | [ 29 ] |
| 2 kwietnia 1995      | Karpaty Krosno        | W   | Krosno                          | 3:0       | Prokop 3', Jasina 10', 62'                               | 1000   | [ 30 ] |
| 8 kwietnia 1995      | Błękitni Kielce       | D   | Stadion przy al. Zygmuntowskich | 1:1       | Prokop 39'                                               | 1000   | [ 31 ] |
| 15 kwietnia 1995     | FC Piaseczno          | W   | Piaseczno                       | 2:0       | Malesa 56', Zych 89'                                     |        | [ 32 ] |
| 23 kwietnia 1995     | Wisłoka Dębica        | D   | Stadion przy al. Zygmuntowskich | 4:0       | Szwed 5' (k), Zych 20', 86', Jasina 66'                  | 2000   | [ 33 ] |
| 29 kwietnia 1995     | Okocimski Brzesko     | W   | Brzesko                         | 0:1       |                                                          |        | [ 34 ] |
| 7 maja 1995          | Jagiellonia Białystok | D   | Stadion przy al. Zygmuntowskich | 1:0       | Szwed 59'                                                | 1500   | [ 35 ] |
| 13 maja 1995         | Polonia Warszawa      | W   | Stadion Polonii                 | 1:1       | Adamczyk 49'                                             | 500    | [ 36 ] |
| 21 maja 1995         | Lublinianka           | D   | Stadion przy al. Zygmuntowskich | 2:0       | Adamczyk 9', Szwed 79'                                   | 3000   | [ 37 ] |
| 25 maja 1995         | Szombierki Bytom      | W   | Stadion Szombierek              | 0:6       |                                                          |        | [ 38 ] |
| 31 maja 1995         | Unia Tarnów           | D   | Stadion przy al. Zygmuntowskich | 1:0       | Adamczyk 36'                                             | 300    | [ 39 ] |
| 4 czerwca 1995       | Siarka Tanobrzeg      | W   | Tarnobrzeg                      | 1:3       | Malesa 3'                                                |        | [ 40 ] |
| 11 czerwca 1995      | Radomiak Radom        | D   | Stadion przy al. Zygmuntowskich | 1:0       | Prokop 51'                                               | 300    | [ 41 ] |
| 15 czerwca 1995      | GKS Bełchatów         | W   | Stadion GKS-u                   | 1:2       | Zych 68'                                                 | 3000   | [ 42 ] |

## Tabela II ligi grupy II
| Poz | Klub                  | M  | Pkt | Bz | Bs |
| --- | --------------------- | -- | --- | -- | -- |
| 1.  | GKS Bełchatów         | 34 | 48  | 54 | 18 |
| 2.  | Siarka Tarnobrzeg     | 34 | 47  | 47 | 20 |
| 3.  | FC Piaseczno          | 34 | 42  | 47 | 34 |
| 4.  | Okocimski Brzesko     | 34 | 39  | 38 | 29 |
| 5.  | Motor Lublin          | 34 | 38  | 46 | 31 |
| 6.  | Unia Tarnów           | 34 | 38  | 53 | 38 |
| 7.  | Polonia Warszawa      | 34 | 38  | 36 | 26 |
| 8.  | Hetman Zamość         | 34 | 36  | 45 | 33 |
| 9.  | Pomezania Malbork     | 34 | 36  | 39 | 45 |
| 10. | Lublinianka           | 34 | 35  | 46 | 46 |
| 11. | Hutnik Warszawa       | 34 | 34  | 42 | 42 |
| 12. | Jagiellonia Białystok | 34 | 33  | 41 | 39 |
| 13. | Avia Świdnik          | 34 | 32  | 30 | 40 |
| 14. | Szombierki Bytom      | 34 | 30  | 41 | 43 |
| 15. | Radomiak Radom        | 34 | 26  | 29 | 42 |
| 16. | Wisłoka Dębica        | 34 | 25  | 40 | 58 |
| 17. | Błękitni Kielce       | 34 | 21  | 24 | 69 |
| 18. | Karpaty Krosno        | 34 | 14  | 13 | 58 |

## Kadra
| Zawodnik              | Data ur.   | Występy        | Bramki         |                |                | Występy        | Bramki         |                |                | Występy   | Bramki    | Poprzedni klub            |           |
| Zawodnik              | Data ur.   | RUNDA JESIENNA | RUNDA JESIENNA | RUNDA JESIENNA | RUNDA JESIENNA | RUNDA WIOSENNA | RUNDA WIOSENNA | RUNDA WIOSENNA | RUNDA WIOSENNA | SEZON     | SEZON     | Poprzedni klub            |           |
| Bramkarze             | Bramkarze  | Bramkarze      | Bramkarze      | Bramkarze      | Bramkarze      | Bramkarze      | Bramkarze      | Bramkarze      | Bramkarze      | Bramkarze | Bramkarze | Bramkarze                 | Bramkarze |
| --------------------- | ---------- | -------------- | -------------- | -------------- | -------------- | -------------- | -------------- | -------------- | -------------- | --------- | --------- | ------------------------- | --------- |
| Dariusz Opolski       | 23.09.1961 | 17             |                |                |                | 16             |                |                |                | 33        |           | Legia Warszawa            |           |
| Włodzimierz Mroczek   | 21.06.1975 | —              | —              | —              | —              | 1              |                |                |                | 1         |           | wychowanek                |           |
| Sławomir Namiota      | ??.??.1977 | —              | —              | —              | —              | —              | —              | —              | —              | —         | —         | wychowanek                |           |
| Obrońcy               |            |                |                |                |                |                |                |                |                |           |           |                           |           |
| Andrzej Brzeszczyński | 30.06.1960 | 4              |                |                |                | —              | —              | —              | —              | 4         |           | Czuwaj Przemyśl           |           |
| Robert Brzozowski     | ??.??.1975 | —              | —              | —              | —              | —              | —              | —              | —              | —         | —         | wychowanek                |           |
| Jacek Jedliński       | 23.05.1970 | 16             |                | 3              |                | 17             |                | 1              |                | 33        |           | Avia Świdnik              |           |
| Robert Kasperek       | ??.??.1973 | 8 (1)          |                |                |                | 17             |                | 1              |                | 25 (1)    |           | Granica Chełm             |           |
| Grzegorz Komor        | 20.02.1968 | 12             |                | 6              | 1              | 15             |                | 3              |                | 27        |           | wychowanek                |           |
| Robert Korba          | ??.??.1975 | —              | —              | —              | —              | —              | —              | —              | —              | —         | —         | wychowanek                |           |
| Sylwester Kulawik     | 31.12.1970 | 2 (6)          |                |                |                | —              | —              | —              | —              | 2 (6)     |           | Górnik Siersza            |           |
| Dominik Malesa        | 22.06.1976 | 2 (3)          |                |                |                | 17             | 2              |                |                | 19 (3)    | 2         | wychowanek                |           |
| Siergiej Michajłow    | 13.07.1963 | 16             |                | 3              |                | —              | —              | —              | —              | 16        |           | Arsienał Tuła             |           |
| Rafał Szwed           | 18.07.1973 | 12 (4)         | 1              | 1              |                | 17             | 4              |                |                | 29 (4)    | 5         | Podlasie Sokołów Podlaski |           |
| Michał Wieleba        | 6.03.1977  | 0 (1)          |                |                |                | 1 (6)          |                |                |                | 1 (7)     |           | wychowanek                |           |
| Pomocnicy             |            |                |                |                |                |                |                |                |                |           |           |                           |           |
| Jacek Dąbrowski       | 22.02.1974 | 15 (1)         | 3              |                | 14             | 1              |                |                |                | 29 (1)    | 4         | Mazur Karczew             |           |
| Tomasz Jasina         | 19.05.1965 | 7              | 2              | 2              |                | 16             | 4              | 2              |                | 23        | 6         | wychowanek                |           |
| Piotr Kamiński        | 25.05.1975 | 1 (6)          |                |                |                | —              | —              | —              | —              | 1 (6)     |           | wychowanek                |           |
| Mariusz Prokop        | 6.06.1968  | 16             | 2              | 4              |                | 14             | 4              | 2              |                | 30        | 6         | Avia Świdnik              |           |
| Mariusz Romańczuk     | 21.02.1974 | 11             |                |                |                | 5 (10)         |                |                |                | 16 (10)   |           | Hetman Zamość             |           |
| Janusz Zych           | 20.02.1968 | 16             |                | 2              |                | 15 (1)         | 5              | 2              |                | 31 (1)    | 5         | Hutnik Warszawa           |           |
| Napastnicy            |            |                |                |                |                |                |                |                |                |           |           |                           |           |
| Piotr Adamczyk        | 1.01.1973  | 14 (3)         | 6              |                |                | 10 (6)         | 3              |                |                | 24 (9)    | 9         | Avia Świdnik              |           |
| Paweł Holc            | 21.06.1971 | 15             | 2              | 2              |                | —              | —              | —              | —              | 15        | 2         | Lublinianka               |           |
| Krzysztof Kufrejski   | 24.03.1973 | 0 (2)          |                |                |                | 0 (2)          |                |                |                | 0 (4)     |           | wychowanek                |           |
| Wołodymyr Mozoluk     | 28.01.1964 | 3              | 1              |                |                | 12 (4)         | 3              |                |                | 15 (4)    | 4         | Karpaty Lwów              |           |

## Puchar Polski na szczeblu centralnym
| Data             | Runda | Przeciwnik    | D/W | Miejsce | Wynik M/P | Strzelcy | Źródło |
| ---------------- | ----- | ------------- | --- | ------- | --------- | -------- | ------ |
| 18 sierpnia 1994 | II    | Hetman Zamość | W   | Zamość  | 1:4       |          |        |